# Srpen 2013

## Srpen
1. srpna – čtvrtek
 Z nařízení české vlády byla zvýšena minimální mzda z 8 000 na 8 500 Kč.
2. srpna – pátek
 Vláda Jiřího Rusnoka schválila své programové prohlášení. (Plný text prohlášení na českých Wikizdrojích)
4. srpna – neděle
 Po masivních bouřkách zůstaly tisíce domácností bez proudu, ve dvou krajích byla dokonce vyhlášena kalamita. Během pondělí by měly být všude dodávky obnoveny.
5. srpna – pondělí
 V Turecku byli k vysokým trestům odsouzeni představitelé armádních špiček. Za pokus o puč s cílem svrhnout vládu premiéra Erdogana dostal doživotí náčelník generálního štábu turecké armády Ilker Basbug a generál ve výslužbě Veli Küçük.
6. srpna – úterý
 USA nařídily svým občanům okamžitě opustit Jemen vzhledem k aktuální bezpečnostní hrozbě, kvůli níž už bylo v neděli zavřeno dvacet amerických velvyslanectví na Blízkém východě a v severní Africe. Nařízení bylo učiněno na základě odposlechu telefonního hovoru šéfa al-Káidy Ajmána Zavahrího americkými zpravodajskými zdroji.
7. srpna – středa
 Česká biskupská konference zprovoznila internetové stránky www.sluzbaverejnosti.cz věnující se problematice majetkového narovnání s církvemi.
 Poslanecká sněmovna nevyjádřila důvěru vládě Jiřího Rusnoka. Bývalá koalice TOP 09, ODS a LIDEM ale nebyla jednotná, poslanci Tomáš Úlehla a Jan Florián (oba ODS) a Karolína Peake (LIDEM) opustili sál. ČSSD a TOP 09 požádaly o mimořádnou schůzi k předčasnému rozpuštění sněmovny.
8. srpna – čtvrtek
 Ve věku 95 let zemřel český režisér, scenárista a herec Jiří Krejčík.[nedostupný zdroj]
9. srpna – pátek
 Američtí vědci vyvinuli vakcínu proti malárii.
10. srpna – sobota
 Ve věku 53 let zemřel český politik a bývalý prezident NKÚ František Dohnal.
14. srpna – středa
 Po násilných zásazích egyptských ozbrojených sil proti dvěma stanovým táborům strany Muslimského bratrstva, odpůrců současné vojenské vlády a stoupencům svrženého prezidenta Muhammada Mursího, došlo k nepokojům v celé zemi, které nepřežilo minimálně 149 lidí. Poté úřady vyhlásily na měsíc výjimečný stav a zákaz nočního vycházení.
15. srpna – čtvrtek
 Překážkářka Zuzana Hejnová získala na Mistrovství světa v atletice 2013 první zlatou medaili pro Českou republiku v běhu na 400 m překážek.
16. srpna – pátek
 Ozbrojené střety egyptských armádních sil se stoupenci hnutí Muslimského bratrstva pokračují a přesunují se i do přímořských turistických center. Jsou hlášeny stovky mrtvých a tisíce raněných. Většina evropských a amerických států doporučuje svým občanům okamžité opuštění země a cestovní kanceláře prakticky zastavily všechny nové turistické cesty a pobyty v Egyptě.
17. srpna – sobota
 Druhou zlatou medaili na Mistrovství světa v atletice 2013 pro Českou republiku vybojoval oštěpař Vítězslav Veselý hodem dlouhým 87,17 m.
18. srpna – neděle
 Při záplavách na severovýchodě a jihovýchodě Číny zemřelo již 43 lidí. Povodně zasáhly i ruský Dálný východ v oblastech, které hraničí se zasaženými čínskými regiony. Řeka Amur v Chabarovsku dosáhla rekordních 642 centimetrů.
19. srpna – pondělí
 Evropská komise vyzvala Slovensko k co nejrychlejšímu odstranění betonové zdi, která odděluje Romy od ostatních obyvatel v Košicích. Podle komise je existence této zdi v rozporu s idejemi respektování důstojnosti a práv občanů Evropské unie.
20. srpna – úterý
 Poslanecká sněmovna Parlamentu České republiky si odhlasovala svoje předčasné rozpuštění. Pro hlasovalo 140 poslanců, 7 hlasovalo proti rozpuštění.
21. srpna – středa
 Syrská občanská válka: Na předměstí Damašku došlo k masivnímu útoku bojovým plynem. Z provedení se vzájemně viní vláda a povstalci.
 Bývalý egyptský prezident Husní Mubárak byl propuštěn z vazby.
 Japonsko zvýšilo hodnocení nedávného uniku radioaktivní vody z havarované Jaderné elektrárny Fukušima I na stupeň „vážná nehoda.“
 Vojín americké armády Bradley Manning byl vojenským soudem odsouzen k 35 letům vězení za vyzrazení tajných informací serveru WikiLeaks.
22. srpna – čtvrtek
 Syrská občanská válka: Rada bezpečnosti OSN hodlá prošetřit včerejší použití nervového plynu na předměstí Damašku. Podle opozičních zdrojů si útok vyžádal 1300 mrtvých. Vláda z útoků obvinila teroristy.
24. srpna – sobota
 Při sérii protiromských demonstrací v několika městech České republiky bylo zatčeno více než 100 osob. K nejhorším střetům došlo v Ostravě a Českých Budějovicích, v obou případech demonstranti opustili schválenou trasu pochodu.
26. srpna – pondělí
 Povstalci z hnutí FARC zabili 13 kolumbijských vojáků. Mírové rozhovory mezi kolumbijskou vládou a FARC přesto nadále pokračují.
27. srpna – úterý
 Diplomatické zdroje oznámily, že Francie, Velká Británie a USA zvažují vojenský útok proti Sýrii kvůli podezření, že síly prezidenta Bašára Asada nasadily u metropole Damašku chemické zbraně.
28. srpna – středa
 Prezident České republiky Miloš Zeman podepsal rozpuštění Poslanecké sněmovny Parlamentu České republiky. Zároveň vyhlásil termín předčasných voleb na 25. a 26. října 2013.
29. srpna – čtvrtek
 Dolní sněmovna Spojeného království zamítla návrh vlády Davida Camerona na vojenskou intervenci v Sýrii v poměru 272 ku 285 hlasům.
31. srpna – sobota
 Česká televize spustila televizní programy ČT :D a ČT art.
 Papež František přijal resignaci kardinála státního sekretáře Tarcisia Bertoneho. Novým kardinálem státním sekretářem byl jmenován Pietro Parolin, dosavadní apoštolský nuncius ve Venezuele. Bertone ve funkci zůstává do 15. října.